# Poliamida
Poliamida, ou PA, é um polímero termoplástico composto por monômeros de amida conectados por ligações peptídicas, podendo conter outros grupamentos. A primeira poliamida foi sintetizada na DuPont, por um químico chamado Wallace Hume Carothers, em 1935. As poliamidas como o náilon, aramidas, começaram a ser usadas como fibras sintéticas, e depois passaram para a manufatura tradicional dos plásticos.
Atualmente, a poliamida tem estreita relação com uma família de polímeros denominados poliamídicos, e sua produção é feita a partir de quatro elementos básicos, extraídos respectivamente: do petróleo (ou gás natural), de aromas, do ar e da água (carbono, nitrogênio, oxigênio e hidrogênio).
Tais elementos são combinados por processos químicos especiais, dando origem a compostos conhecidos como ácido adípico, hexametilenodiamina, caprolactama e outros compostos, que por sua vez, sofrem reações químicas, de forma a constituírem as macromoléculas que formam a poliamida, um polímero sintético.

## Produção
A produção da poliamida é feita a partir de uma polimerização por condensação de um grupo amina e um ácido carboxílico ou cloreto de acila. A reação tem como subproduto água ou ácido clorídrico.
Reação de síntese da poliamida 4,6

## Aplicações e tipos

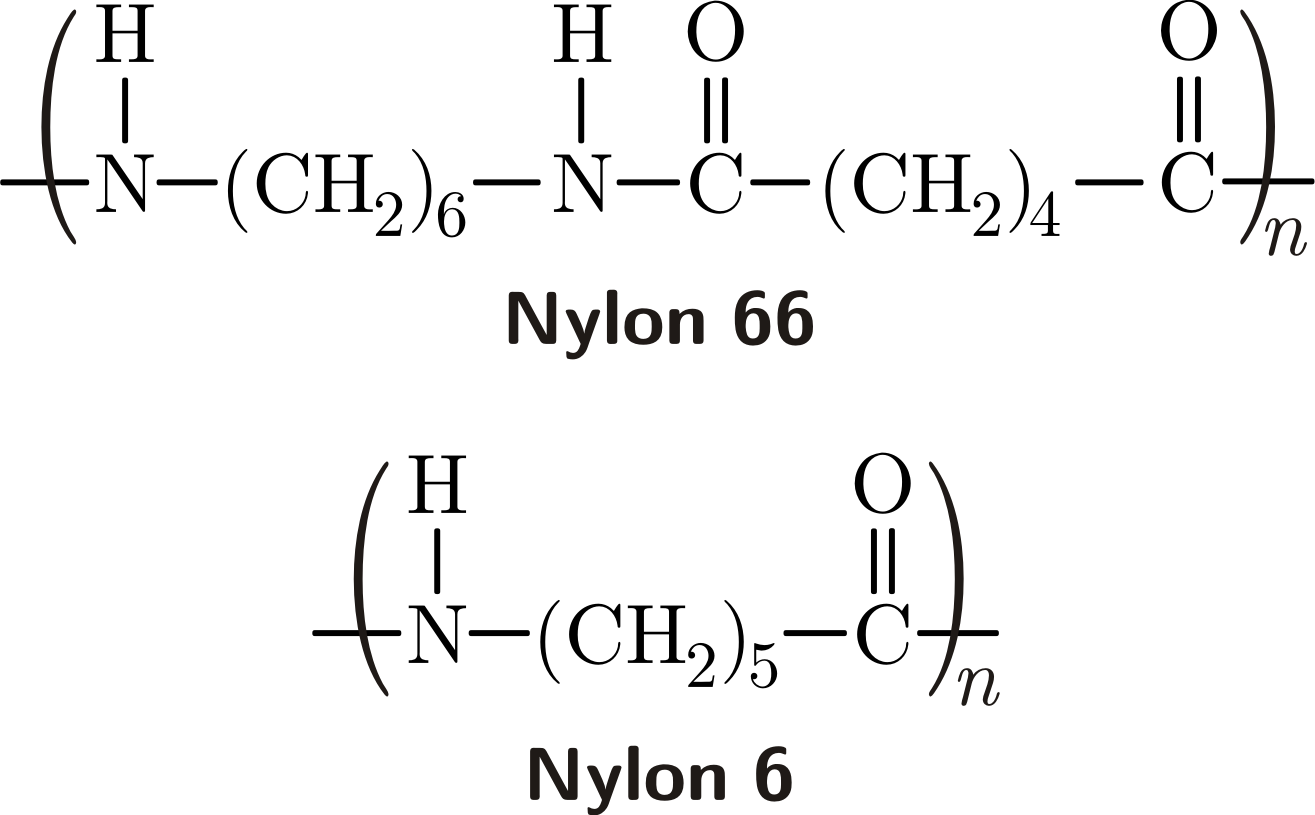
Poliamidas 6,6 e 6

As poliamidas existem em uma grande varidade, conforme sua composição polimérica. Dependendo dos grupos funcionais ligados a ela e do número de carbonos que compõem os monômeros da-se um nome diferente. Tradicionalmente a poliamida sem grupos especiais tem nomenclatura de poliamida x,y onde x e y representam o número de carbonos dos dois monômeros presentes.

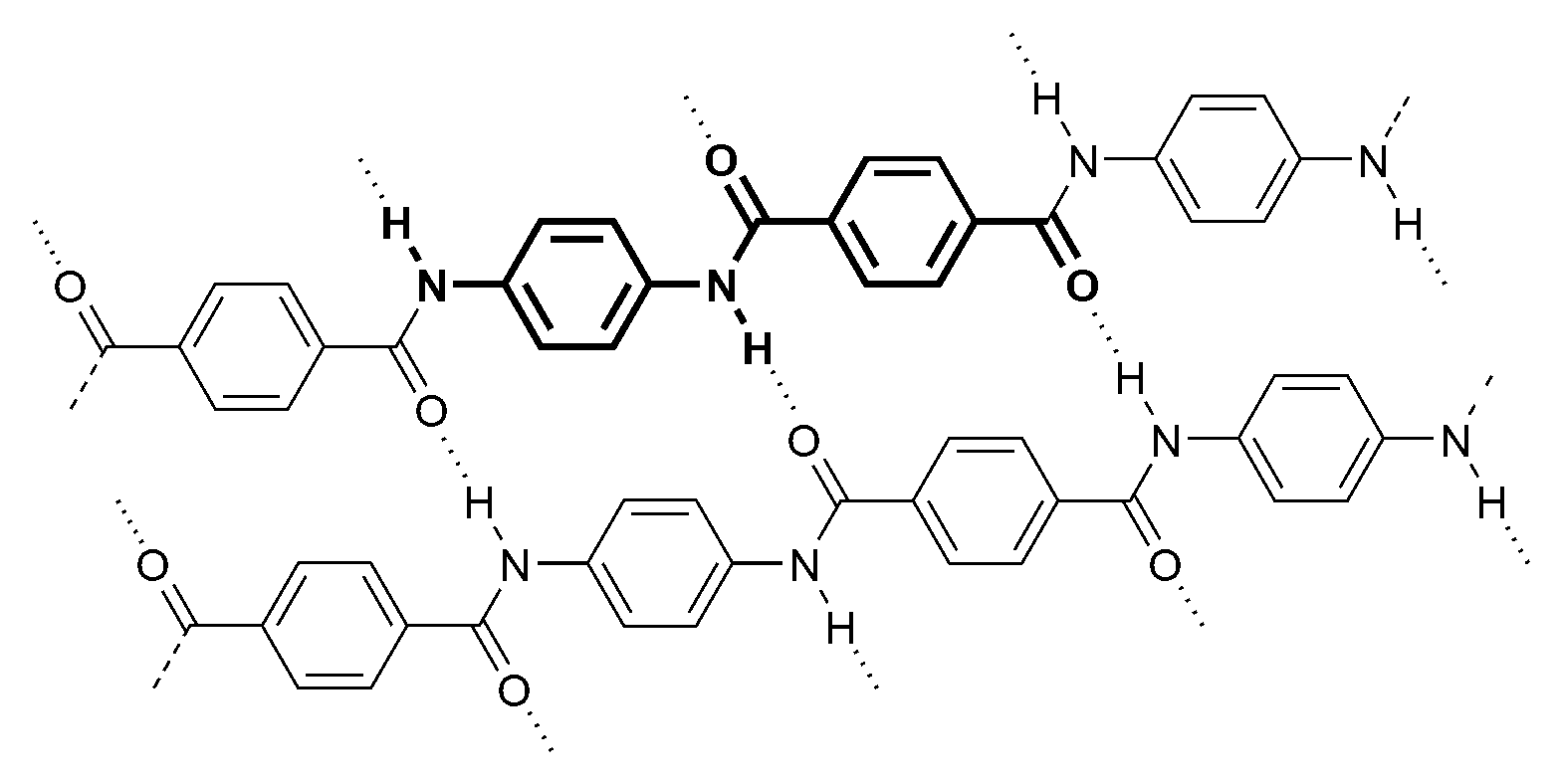
Estrutura da Aramida, Kevlar, uma poliamida com grupamento aromático no monômero

Podemos ver a poliamida sendo usada para fabricação de carpetes, airbags, patins,relógios,  calçados esportivos, uniformes de esqui, cordas para alpinismo, barracas. Também podemos ver que um automóvel tem hoje pelo menos dez quilos de seus materiais em poliamida, apresentando vantagens exclusivas e diminuindo o peso do carro e, em conseqüência, reduz o consumo de combustível.[carece de fontes?]